# Mănăstireni
Mănăstireni [ˈməˈnəstirenʲ] (veraltet Mănășturulunguresc; deutsch Klosterdorf, ungarisch Magyargyerőmonostor) ist eine Gemeinde im Kreis Cluj, in der Region Siebenbürgen in Rumänien.

## Geographische Lage

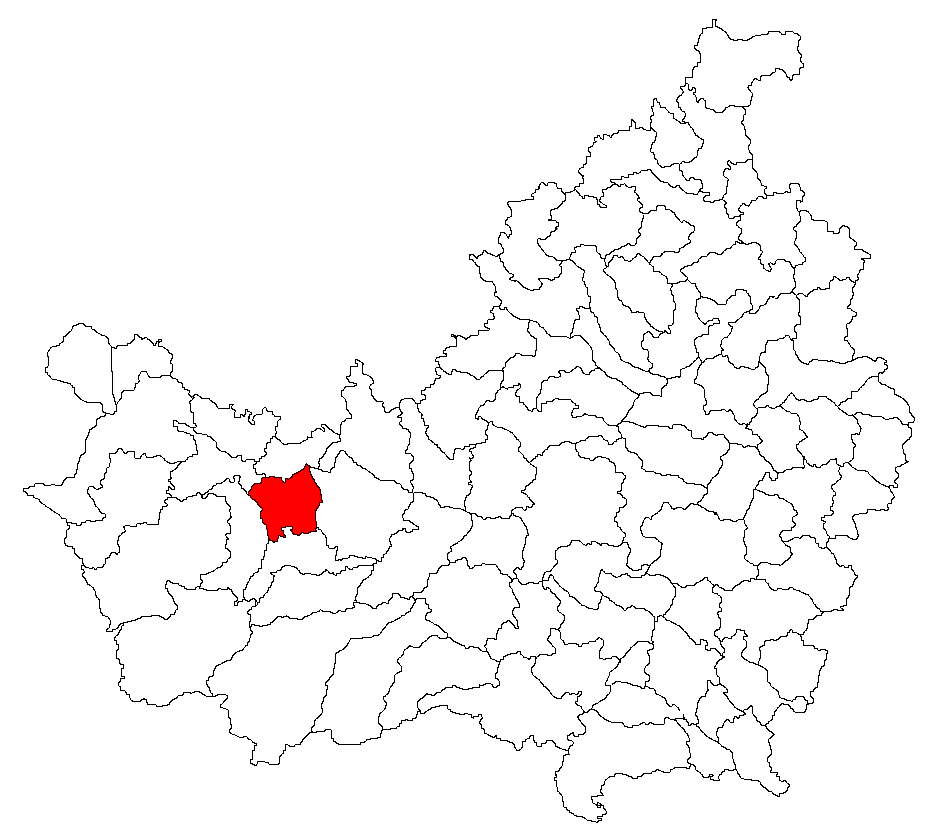
Lage der Gemeinde Mănăstireni im Kreis Cluj

Die Gemeinde Mănăstireni liegt westlich des Siebenbürgischen Beckens in den Nordausläufern der Gilăuer Berge (Munții Gilăului), ein Gebirgszug des Apuseni-Gebirges (Munții Apuseni). Am Oberlauf des Căpuș – ein linker Zufluss des Someșul Mic (Kleiner Somesch) – im Westen des Kreises Cluj und an der Mündung der Kreisstraße (Drum județean) DJ 103L in die DJ 108C befindet sich der Ort Mănăstireni 20 Kilometer südöstlich von der Kleinstadt Huedin (Heynod). Die Kreishauptstadt Cluj-Napoca (Klausenburg) liegt etwa 45 Kilometer östlich.

## Geschichte
Der Ort Mănăstireni wurde erstmals 1376 urkundlich erwähnt. Dessen Name stammt von dem katholischen Kloster Monostor, an dessen Stelle die heutige reformierte Kirche steht.
Auf eine Besiedlung der Region seit dem Mittelalter deuten archäologische Funde einer Siedlung, bei von den Einheimischen Căpâlna genannt, auf dem Areal des Ortes Mănăstireni und die Ruinen einer ehemaligen Befestigung auf dem Areal des eingemeindeten Dorfes Bedeciu (ungarisch Bedecs), bei von den Einheimischen Cetate genannt.
Im Königreich Ungarn gehörte die heutige Gemeinde dem Stuhlbezirk Bánffyhunyad in der Gespanschaft Klausenburg, anschließend dem historischen Kreis Cluj und ab 1950 dem heutigen Kreis Cluj an.

## Bevölkerung
Die Bevölkerung der Gemeinde entwickelte sich wie folgt:
| 1850 | 3.839 | 3.331 | 465 | - | 43            |
| 1920 | 6.227 | 5.592 | 606 | 6 | 23            |
| 1966 | 3.383 | 3.033 | 321 | - | 29            |
| 2002 | 1.809 | 1.554 | 198 | - | 57            |
| 2011 | 1.481 | 1.192 | 157 | - | 132           |
| 2021 | 1.174 | 884   | 127 | 2 | 161 (34 Roma) |

Seit 1850 wurde auf dem Gebiet der heutigen Gemeinde die höchste Einwohnerzahl und auch gleichzeitig die der Rumänen 1920 ermittelt. Die höchste Bevölkerungszahl der Magyaren (682) wurde 1900, die der Roma (79) 2011 und die der Rumäniendeutschen (14) 1910 registriert.

## Sehenswürdigkeiten
- Im Gemeindezentrum die reformierte Kirche,[6] wurde vor dem Mongolensturm von 1241 errichtet und gilt als die älteste reformierte Kirche im Klausenburger Gebiet. Im 15. Jahrhundert wurde auf der Westseite ein Narthex mit zwei Türmen angebaut. 1442 wurden die romanische Apsis durch gotische ersetzt. An der Südseite des Turms sind kleine Steinfiguren angebracht. Die Decke und Bänke der Kirche[7] wurden von der sächsischen Tischler- und Malerfamilie Umling aus Saschiz, um 1753 oder 1758 angefertigt.[3] Die Kirche steht unter Denkmalschutz.[4]
- Das Herrenhaus der ungarischen Adelsfamilie Kornis im 19. Jahrhundert errichtet, stehen unter Denkmalschutz.[4]
- Im eingemeindeten Dorf Bedeciu die orthodoxe Kirche Înălțarea Domnului,[8] im 15. Jahrhundert errichtet, steht unter Denkmalschutz.[4]
- Im eingemeindeten Dorf Bica (ungarisch Kalotabikal) die Holzkirche Înălțarea Domnului, 1756 errichtet, steht unter Denkmalschutz.[4]
- Im eingemeindeten Dorf Ardeova (ungarisch Erdőfalva) die Holzkirche wurde 1826 errichtet.
- Die Holzkirche aus dem eingemeindeten Dorf Dretea (ungarisch Deréte) 1672 errichtet,[3] wurde 2003 abgetragen und befindet sich seit 2006 im Freilichtmuseum in Hermannstadt.[9]

## Persönlichkeiten
- Ioan Ursu (1928–2007), Physiker, seit 1956 Parteimitglied, war Präsident des Staatlichen Komitees für Kernenergie (1969–1976);[10] 1974 Mitglied der Rumänischen Akademie.[11]